# Обыкновенный малый фонареглаз
Обыкновенный малый фонареглаз (лат. Photoblepharon palpebratum) — вид лучепёрых рыб семейства фонареглазовых (Anomalopidae). Распространены в западной части Тихого океана от Филиппин до Островов Общества и далее на юг до Новой Каледонии.
Максимальная длина тела 12 см, обычно 6—7,5 см. Живёт в прибрежном мелководье, зачастую у коралловых рифов. Наиболее активна ночью. В передней части головы, под  глазами, расположены своеобразные подглазничные железы, заполненные светящимися  бактериями. Их свечение в  темноте заметно на расстоянии в несколько метров. Специальные кожные заслонки могут скрывать источник света.
В зависимости от обстановки, фонареглаз использует  светящиеся органы и во время  охоты, и для обороны — при  нападении на него более  крупного хищника, и для  привлечения особей противоположного пола.